# Titularbistum Dodona
Dodona (Bodona) ist ein Titularbistum der römisch-katholischen Kirche.
Es geht zurück auf einen untergegangenen Bischofssitz in der gleichnamigen antiken Stadt, die in der spätantiken römischen Provinz Epirus Vetus im Westen Griechenlands lag. Der Bischofssitz war der Kirchenprovinz Nicopolis zugeordnet.
| Titularbischöfe von Dodona |                                          |                                                                                                |                    |                    |
| Nr.                        | Name                                     | Amt                                                                                            | von                | bis                |
| 1                          | Pedro de Foios OESA (Pedro de Foyos)     | Weihbischof in Lissabon (Portugal)                                                             | 19. September 1695 | 1708               |
| 2                          | Polycarpus Philippovich OSBM             | griechisch-katholischer Apostolischer Vikar von Mukatschewe (Ukraine)                          | 21. Juli 1710      |                    |
| 3                          | Miguel Calderón OP                       | Apostolischer Koadjutorvikar von Fo-Kien / Apostolischer Vikar von Fo-Kien (Kaiserreich China) | 9. September 1831  | 14. Februar 1883   |
| 4                          | Jean-Marie-Raoul Le Bas de Courmont CSSp | Apostolischer Vikar von Zanguebar (Kenia)                                                      | 27. Oktober 1883   | 27. November 1896  |
| 5                          | Ange-Auguste Faisandier SJ               | Koadjutorbischof von Trichinopoly (Indien)                                                     | 30. März 1909      | 19. Dezember 1913  |
| 6                          | Rafael Edwards Salas                     | Bischof des Chilenischen Militärordinariats (Chile)                                            | 21. April 1915     | 5. August 1938     |
| 7                          | Josip Lach                               | Weihbischof in Zagreb (Kroatien)                                                               | 11. Dezember 1939  | 12. September 1983 |